# Quebrada La Bermejala
La quebrada La Bermejala es una de las corrientes hídricas más relevantes del nororiente de la ciudad de Medellín, recorre parte de las comunas de Manrique y Aranjuez.

## Cauce y hechos históricos
La quebrada La Bermejala nace a 1990 metros sobre el nivel del mar en la ladera nororiental de Medellín, cerca al barrio María Cano-Carambolas en Manrique, para luego internarse en la comuna Aranjuez, recorriendo numerosos barrios, entre ellos Moravia donde es un gran referente ambiental.
Esta quebrada  está intervenida por construcciones que limitan su capacidad hidráulica, generando inundaciones periódicas, aunque ha mejorado esta situación con la canalización de la parte baja de la cuenca,  cuenta con un buen número de afluentes y un recorrido bastante extenso, pasa por el Morro de Moravia, lugar donde desemboca en el río Medellín a 1449 MSNM.

### Afluentes
A la quebrada La Bermejala desaguan las quebradas La Máquina (principal afluente), La Piñuela, La Raizala, entre otras corrientes menores.